# Flámpouro (ort i Grekland, Mellersta Makedonien)
Flámpouro (Flampouro) är en ort i Grekland.   Den ligger i prefekturen Nomós Serrón och regionen Mellersta Makedonien, i den nordöstra delen av landet, 300 km norr om huvudstaden Aten. Flámpouro ligger 16 meter över havet och antalet invånare är 837.
Terrängen runt Flámpouro är platt åt nordost, men åt sydväst är den kuperad.Runt Flámpouro är det glesbefolkat, med 19 invånare per kvadratkilometer. Närmaste större samhälle är Serrai, 17,1 km norr om Flámpouro. Trakten runt Flámpouro består till största delen av jordbruksmark.